# Renzo Piano

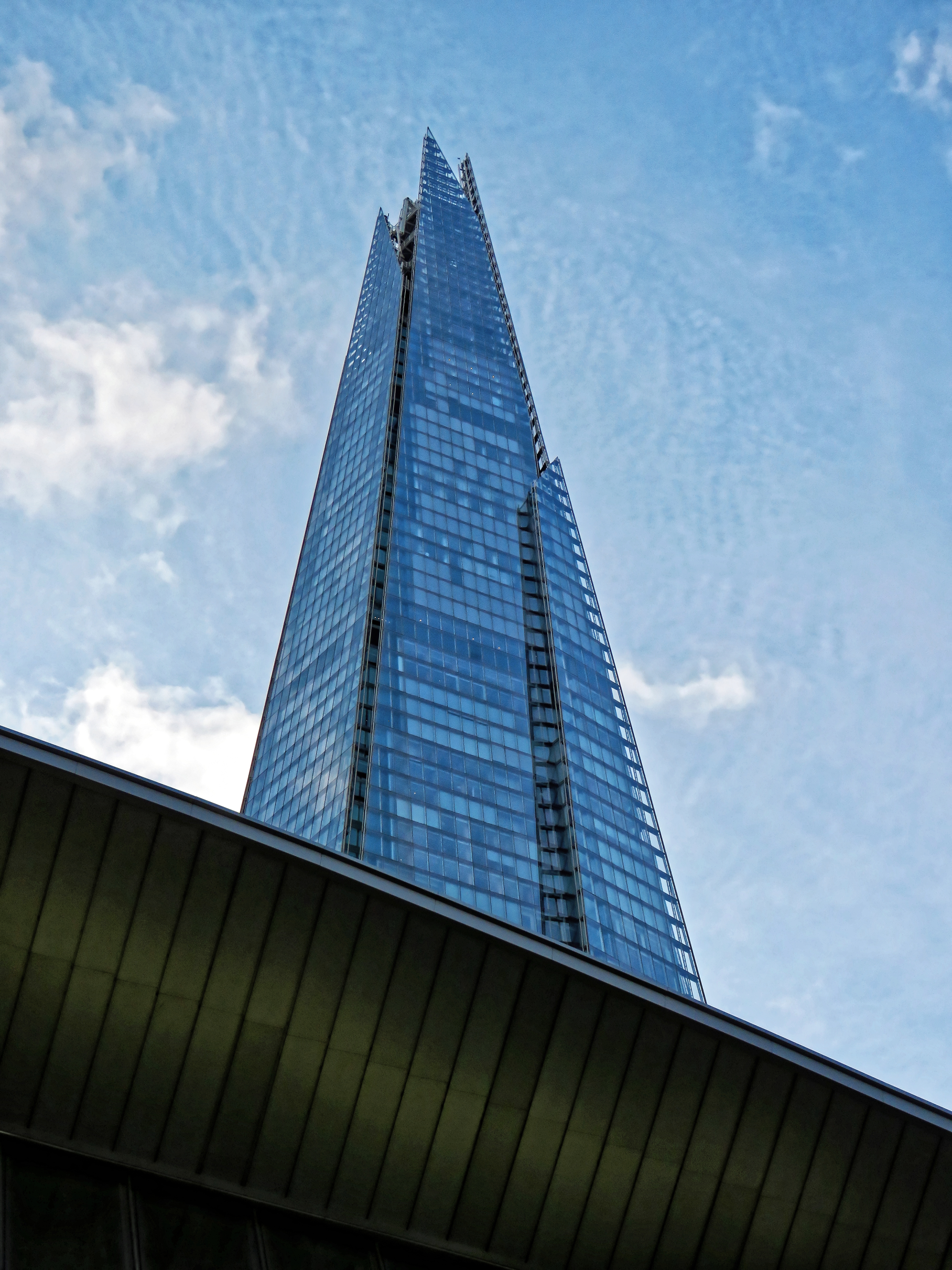
Wieżowiec The Shard w Londynie

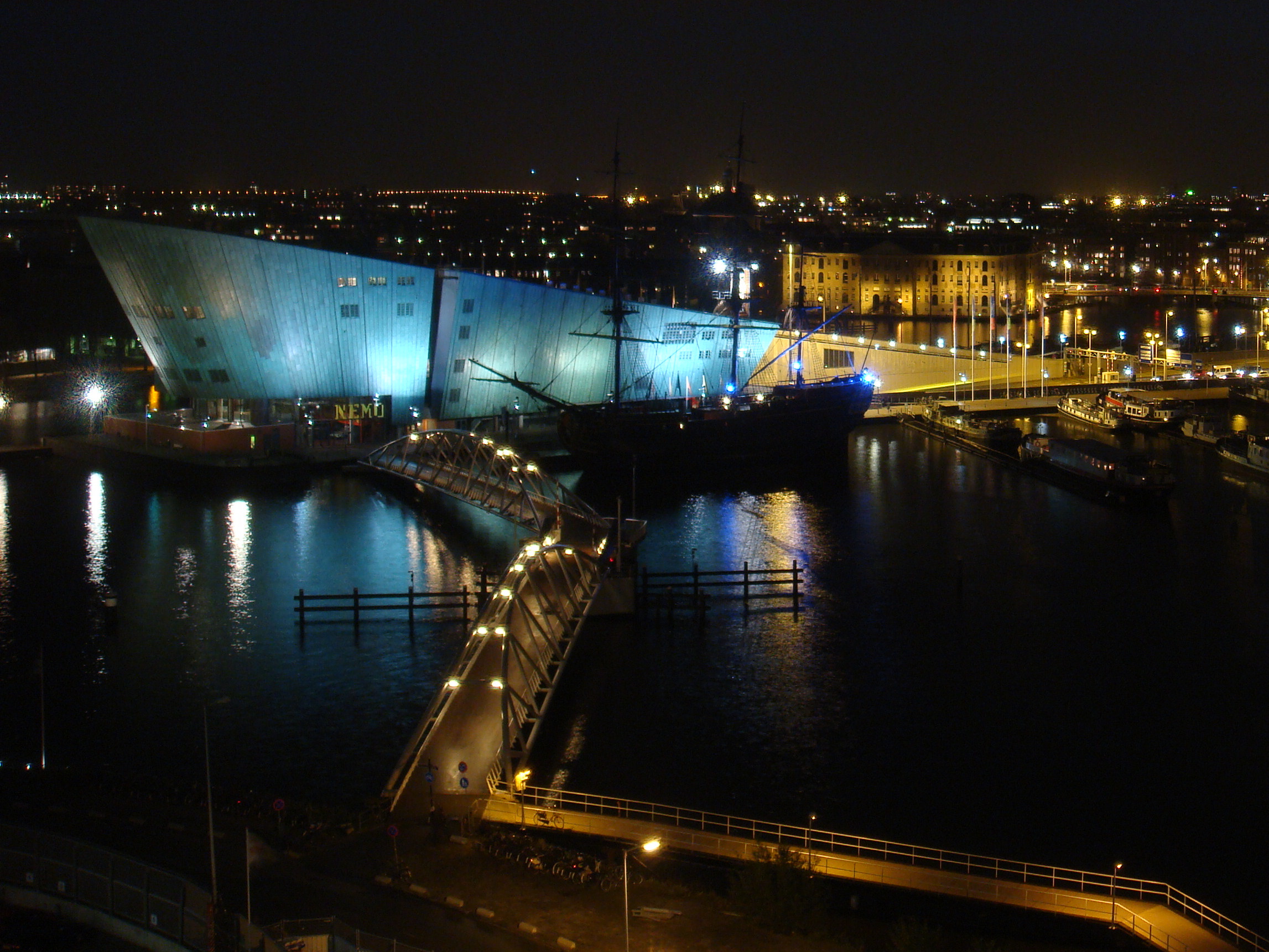
Centrum Nemo w Amsterdamie

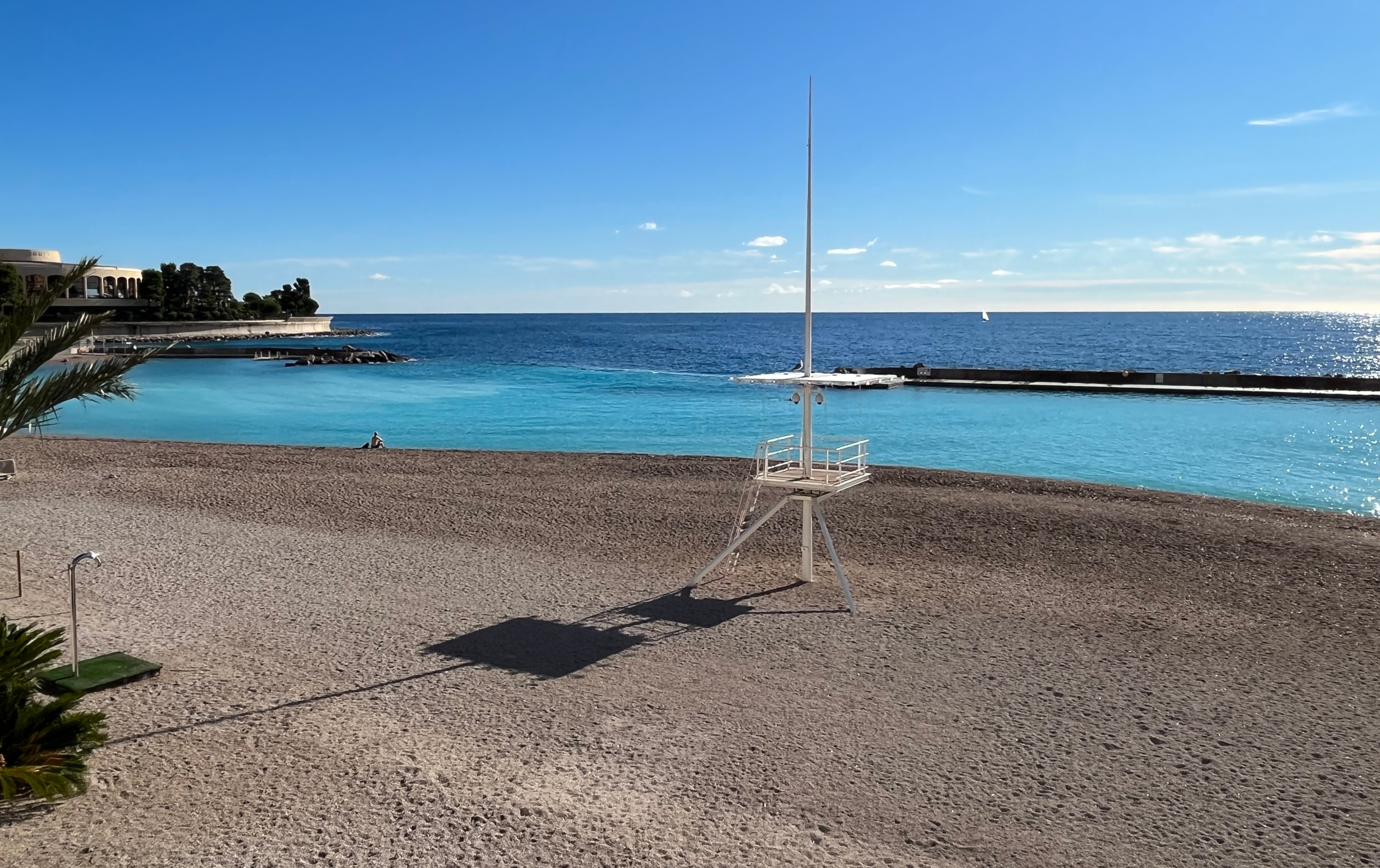
Wieża ratownicza na plaży w Monako

Renzo Piano (ur. 14 września 1937 w Genui) – włoski architekt, laureat Nagrody Pritzkera.
30 sierpnia 2013 w uznaniu zasług został mianowany przez prezydenta Giorgio Napolitano dożywotnim senatorem.

## Młodość
Uczył się, a potem sam nauczał na Politechnice Mediolańskiej. W latach 1965–1970 pracował z Louisem Kahnem i Mackowskym. Od 1971 do 1977 współpracował z Richardem Rogersem – ich najbardziej znany projekt to Centre Georges Pompidou w Paryżu (1977).

## Kariera
Zaprojektował także Menil Collection Museum w Houston (1986), jedno z najbardziej niezwykłych dzieł inżynierii XX wieku – lotnisko Kansai International Airport w Osace (1988), Centrum Kulturalne Jean-Marie Tjibaou na Nowej Kaledonii (1991) oraz część placu Poczdamskiego w Berlinie należącą do spółki Daimler-Benz. W 2002 zakończono budowę Auditorium-Parco della Musica w Rzymie – największą tego typu budowlę w Europie. W 2003 natomiast otwarto Kościół Pielgrzymkowy Ojca Pio w San Giovanni Rotondo, a w 2005 muzeum Paula Klee w Bernie. Piano projektował także stadiony piłkarskie, mosty, statki pasażerskie i samochody.
Jednym z jego najnowszych projektów jest wieżowiec Shard London Bridge (zwany także Odłamek szkła) w Londynie.
W 2008 otrzymał honorowe obywatelstwo Sarajewa.

## Nagrody
- 2008: AIA Gold Medal American Institute of Architects, Waszyngton, USA
- 2008: Nagroda Sonning, Kopenhaga, Dania
- 2002: UIA Gold Medal, International Union Of Architects, Berlin, Niemcy
- 1998: Nagroda Pritzkera, Biały Dom, Waszyngton, USA
- 1995: Praemium Imperiale, Japonia
- 1995: Nagroda Erazma, Amsterdam, Holandia
- 1994: ambasador dobrej woli UNESCO.
- 1990: Nagroda Kioto, Fundacja Inamori, Kioto, Japonia[3]
- 1989: RIBA Royal Gold Medal for Architecture, UK

## Główne dzieła
- Centrum Kulturalne Fundacji Stavrosa Niarchosa, Ateny (2009-)
- Brama Miejska, Królewska Opera, Parlament Malty, Valletta, Malta (2009/10-2015)
- Wieża Renzo Piano I & II, San Francisco, Kalifornia (2006-)
- Trans National Place, Boston, Massachusetts, USA (2006-)
- Nowy budynek Whitney Museum of American Art, Nowy Jork, USA (2005-)
- Nowy budynek Isabella Stewart Gardner Museum, Boston, Massachusetts, USA (2005-)
- Zagospodarowanie Sesto San Giovanni, Mediolan, Włochy (2004-)
- Muzeum Sztuki Regionu Los Angeles, USA (2003-)
- The Shard, Londyn
- Zagospodarowanie Kampudu Manhattanville i Cenctrum Nauki Jerome L. Greene, Columbia University, Nowy Jork, USA (2004-)
- Modern Wing Instytutu Sztuki w Chicago, USA, rozbudowa (2009)
- Kładka Nicholsa, Chicago, Illinois, USA (2009)
- California Academy of Sciences przebudowa, San Francisco, Kalifornia, USA (2008)
- Centrum handlowe Vulcano Buono, Nola, Włochy (2007)
- The New York Times Building na Eighth Avenue w Manhattanie, Nowy Jork, USA (2003–2007)
- Rocca di Frassinello Winery, Gavorrano, Włochy (2002–2007)
- Centrum Paula Klee, Berno, Szwajcaria (2006)
- Biblioteka Morgan, rozbudowa, Nowy Jork, USA (2003–2006)
- Pałac Kongresowy, Lyon, Francja (1995–2006)
- Weltstadthaus na Schildergasse, Kolonia, Niemcy (2005)
- Centrum Sztuki, Rozbudowa, Atlanta, Georgia, USA (2005)
- Centrum rzeźby Nashera, Dallas, Teksas (otwarty 2003)
- Szkoła Inżynierska Lingotto, Turyn, 1998-2002
- Teatr Wizualny Lingotto, Turyn, 1998-2002
- Park Muzyki audytorium, Rzym, Włochy (2002)
- Maison Hermès, Tokio, Japonia (2001)
- Audytorium Paganiniego, Parma, Włochy (2001)
- Plac Aurory, Sydney, Australia (1996–2000)
- Swatch ‘Jelly Piano’ zegarek na rękę, 1999 model letniej kolekcji (2001)
- Centrum Kulturalne Jean-Marie Tjibaou, Numea, Nowa Kaledonia (1991–98)
- Muzeum Fundacji Beyeler, Bazylea, Szwajcaria (1997)
- Muzeum Nauki, Amsterdam, Holandia (1997)
- Galeria Cy Twombly, Houston, Texas, USA (1995)
- Port lotniczy Kansai, Osaka, Japonia (1987–1990)
- Kolekcja Menil, Houston, Teksas, USA (otwarty 1987)
- Stadio San Nicola, Bari, Włochy (1988–1989)
- Budynek Banca CIS, Cagliari, Sardynia (1985)
- IBM Travelling Pavilion
- IRCAM i Centre Georges Pompidou, Paryż, Francja (1971–1977)